# Portland Thorns Football Club

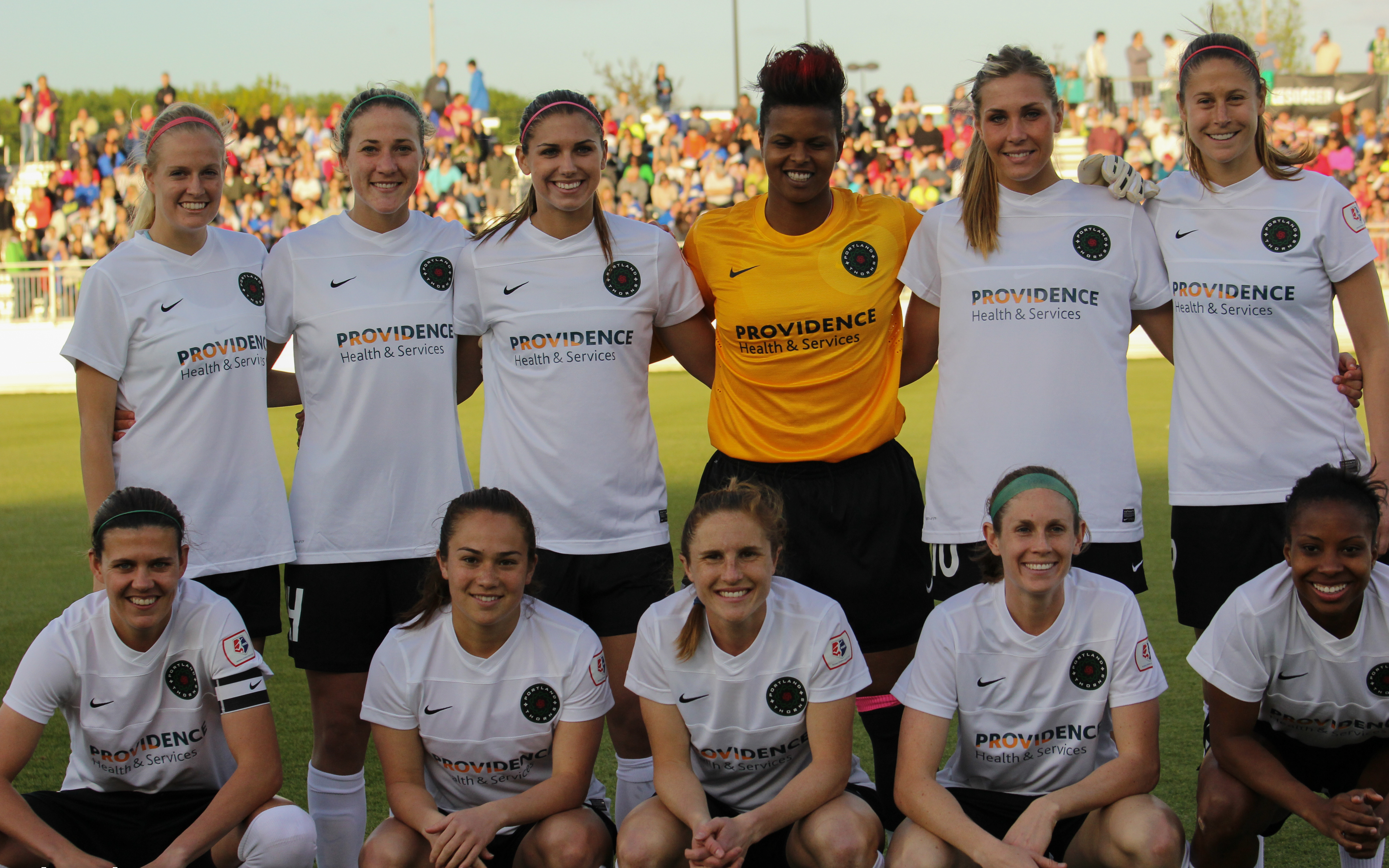
Portland Thorns Football Club en 2013.

El Portland Thorns Football Club es un club de fútbol femenino estadounidense con sede en Portland, en el estado de Oregón. Es la sección femenina del Portland Timbers. Fue fundado en 2012 y actualmente juega en la National Women's Soccer League, máxima categoría de los Estados Unidos. Juega como local en el estadio Providence Park, con una capacidad de 25.218 espectadores.

## Temporadas

### National Women's Soccer League
| Temporada | Posición  | Eliminatorias | Posición    |
| --------- | --------- | ------------- | ----------- |
| 2013      | 3º        | Sí            | Campeón     |
| 2014      | 3º        | Sí            | Semifinales |
| 2015      | 6º        | No            | -           |
| 2016      | 1º        | Sí            | Semifinales |
| 2017      | 2º        | Sí            | Campeón     |
| 2018      | 2º        | Sí            | Subcampeón  |
| 2019      | 3º        | Sí            | Semifinales |
| 2020      | Cancelado | Cancelado     | Cancelado   |
| 2021      | 1º        | Sí            | Semifinales |
| 2022      | 2º        | Sí            | Campeón     |
| 2023      | 2º        | Sí            | Semifinales |

1. ↑  Cancelado debido a la pandemia del COVID-19. En su lugar se jugó la NWSL Challenge Cup 2020 y las Fall Series.[2][3]

### NWSL Challenge Cup
| Edición | Fase de grupos | Fase final  |
| ------- | -------------- | ----------- |
| 2020    | 8.º            | Semifinales |
| 2021    | 1.º            | Campeón     |
| 2022    | 2.º            | —           |
| 2023    | 3.º            | —           |

### Otros torneos
- Fall Series: Campeón

## Jugadoras

### Jugadoras Destacadas
| - Alex Morgan - Lindsey Horan - Rachel Van Hollebeke - Tobin Heath - Nadine Angerer - Clare Polkinghorne - Steph Catley - Christine Sinclair | - Karina LeBlanc - Kaylyn Kyle - Rhian Wilkinson - Nadia Nadim - Vero Boquete - Amandine Henry - Genoveva Añonma |

## Palmarés
| Competición nacional               | Títulos | Subcampeonatos | Años campeón     | Años subcampeón |
| ---------------------------------- | ------- | -------------- | ---------------- | --------------- |
| National Women's Soccer League (3) | 3       | 1              | 2013, 2017, 2022 | 2018            |
| Fall Series (1)                    | 1       | -              | 2020             | -               |
| NWSL Challenge Cup (1)             | 1       | -              | 2021             | -               |